# Австрия на летних Олимпийских играх 1900
Из австрийской части Австро-Венгрии на летних Олимпийских играх 1900 участвовало 14 спортсменов в трёх видах спорта. По итогам соревнований команда заняла 15-е место в общекомандном зачёте.

## Медалисты

### Серебро
| Серебро |              |                                       |
| №       | Спортсмены   | Вид спорта (дисциплина)               |
| 1       | Отто Вале    | Плавание (1000 метров вольным стилем) |
| 2       | Карл Руберль | Плавание (200 метров на спине)        |
| 3       | Отто Вале    | Плавание (200 метров с препятствиями) |

### Бронза
| Бронза |               |                                      |
| №      | Спортсмены    | Вид спорта (дисциплина)              |
| 1      | Карл Руберль  | Плавание (200 метров вольным стилем) |
| 2      | Зигфрид Флеш  | Фехтование (сабля)                   |
| 3      | Милан Нералич | Фехтование (сабля среди маэстро)     |

## Результаты соревнований

### Лёгкая атлетика
| Соревнование                | Спортсмен       | Финал      | Финал |
| Соревнование                | Спортсмен       | Результат  | Место |
| --------------------------- | --------------- | ---------- | ----- |
| 1500 метров                 | Герман Враштиль | неизвестен | 6     |
| 2500 метров с препятствиями | Герман Враштиль | неизвестен | 5     |

### Плавание
| Соревнование               | Спортсмен           | Полуфинал | Полуфинал | Финал                     | Финал     |
| Соревнование               | Спортсмен           | Результат | Место     | Результат                 | Место     |
| -------------------------- | ------------------- | --------- | --------- | ------------------------- | --------- |
| 200 метров вольным стилем  | Карл Руберль        | 2:22,6 OR | 1         | 2:32,0                    | 3         |
| 200 метров вольным стилем  | Отто Вале           | 2:35,6 OR | 1         | DNS                       | —         |
| 200 метров вольным стилем  | Рихард фон Форрегер | 4:32,0    | 4         | не прошёл                 | не прошёл |
| 1000 метров вольным стилем | Отто Вале           | 15:27,0   | 2         | 14:43,6                   | 2         |
| 4000 метров вольным стилем | Андерле             | 1:26:25,6 | 4         | DNF                       | —         |
| 200 метров на спине        | Карл Руберль        | 2:56,0    | 1         | 2:56,0                    | 2         |
| 200 метров с препятствиями | Отто Вале           | 2:56,0 OR | 1         | 2:40,0                    | 2         |
| 200 метров с препятствиями | Карл Руберль        | 3:06,0    | 2         | 2:51,2                    | 4         |
| Подводное плавание         | Андерле             |           |           | 22,4 с 23,50 м 69,4 очков | 13        |

### Фехтование
| Соревнование        | Спортсмены         | Первый раунд | Четвертьфинал | Дополнительный раунд | Полуфинал | Полуфинал  | Полуфинал  | Финал     | Финал     | Финал     | Утешительный финал |
| Соревнование        | Спортсмены         | Место        | Место         | Место                | Место     | Побед      | Поражений  | Место     | Побед     | Поражений | Место              |
| ------------------- | ------------------ | ------------ | ------------- | -------------------- | --------- | ---------- | ---------- | --------- | --------- | --------- | ------------------ |
| Рапира              | Рудольф Брош       | прошёл       | выбыл         | выиграл              | 4         | 3          | 4          | 8         | 1         | 6         |                    |
| Рапира              | ван дер Штоппен    | прошёл       | выбыл         | не прошёл            | не прошёл | не прошёл  | не прошёл  | не прошёл | не прошёл | не прошёл | не прошёл          |
| Рапира              | Хайнрих Риштофф    | выбыл        | не прошёл     | не прошёл            | не прошёл | не прошёл  | не прошёл  | не прошёл | не прошёл | не прошёл | не прошёл          |
| Сабля               | Зигфрид Флеш       | прошёл       |               |                      | 3         | неизвестно | неизвестно | 3         | 4         | 3         |                    |
| Сабля               | Хайнрих фон Теннер | прошёл       |               |                      | 2         | неизвестно | неизвестно | 7         | 2         | 5         |                    |
| Сабля               | Камилло Мюллер     | прошёл       |               |                      | 2         | неизвестно | неизвестно | 8         | 1         | 6         |                    |
| Сабля               | Харштайн           | прошёл       |               |                      | 5-8       | неизвестно | неизвестно | не прошёл | не прошёл | не прошёл |                    |
| Сабля среди маэстро | Милан Нералич      | прошёл       |               |                      | 4         | 5          | 2          | 3         | 4         | 3         |                    |
| Сабля среди маэстро | Хорват             | прошёл       |               |                      | 5         | 3          | 4          | не прошёл | не прошёл | не прошёл |                    |